# Yorkshire and the Humber
Yorkshire és Humber (ejtsd: jóksö és hambö, IPA: [ˈjɔːk.ʃə(ɹ)] és [ˈhʌmbə], angolul Yorkshire and the Humber) egyike Anglia régióinak.

## Földrajz
A Brit-szigeten, Anglia északkeleti részén található. Szomszédai északon az Északkelet-Anglia, keleten az Északi-tenger, délen Kelet-Közép-Anglia, nyugaton pedig Északnyugat-Anglia régió. Nyugati részén a Pennine-hegység húzódik. Északkeleten az Észak-yorki-mocsarak (North York Moors) nevű fennsík található, amely az Egyesült Királyság egyik legnagyobb hanga- és lápvidéke. Délkeleten található a Humber tölcsértorkolat.

## Közigazgatási felosztása
| Térkép                                    | Ceremoniális megye (Ceremonial county) | Egységes hatóság (Unitary Authority) | Kerületek (Districts)                                                                         |
| ----------------------------------------- | -------------------------------------- | ------------------------------------ | --------------------------------------------------------------------------------------------- |
| Yorkshire és Humber közigazgatási térképe | 1. South Yorkshire *                   | 1. South Yorkshire *                 | a) Sheffield, b) Rotherham, c) Barnsley, d) Doncaster                                         |
| Yorkshire és Humber közigazgatási térképe | 2. West Yorkshire *                    | 2. West Yorkshire *                  | a) Wakefield, b) Kirklees, c) Calderdale, d) Bradford, e) Leeds                               |
| Yorkshire és Humber közigazgatási térképe | North Yorkshire (részben)              | 3. North Yorkshire †                 | a) Selby, b) Harrogate, c) Craven, d) Richmondshire, e) Hambleton, f) Ryedale, g) Scarborough |
| Yorkshire és Humber közigazgatási térképe | North Yorkshire (részben)              | 4. York                              |                                                                                               |
| Yorkshire és Humber közigazgatási térképe | East Riding of Yorkshire               | 5. East Riding of Yorkshire          | 5. East Riding of Yorkshire                                                                   |
| Yorkshire és Humber közigazgatási térképe | East Riding of Yorkshire               | 6. Kingston upon Hull                |                                                                                               |
| Yorkshire és Humber közigazgatási térképe | Lincolnshire (részben)                 | 7. North Lincolnshire                | 7. North Lincolnshire                                                                         |
| Yorkshire és Humber közigazgatási térképe | Lincolnshire (részben)                 | 8. North East Lincolnshire           |                                                                                               |

Jelmagyarázat: †: shire megye (shire county); *: nagyvárosi megye (metropolitan county).

## Jelentős városok

Yorkshire és Humber néhány statisztikai adata

- Leeds (761 100 fő)
- Sheffield (551 800 fő)
- Bradford (534 300 fő)
- Kingston upon Hull (257 000 fő)
- York (193 300 fő)

## Fordítás
Ez a szócikk részben vagy egészben  a   Yorkshire and the Humber című német Wikipédia-szócikk fordításán alapul.  Az eredeti cikk szerkesztőit annak laptörténete sorolja fel. Ez a jelzés csupán a megfogalmazás eredetét és a szerzői jogokat jelzi, nem szolgál a cikkben szereplő információk forrásmegjelöléseként.